# Byblis veleronis
Byblis veleronis är en kräftdjursart som beskrevs av J. L. Barnard 1954. Byblis veleronis ingår i släktet Byblis och familjen Ampeliscidae. Inga underarter finns listade i Catalogue of Life.